# Peter Jacques band
Peter Jacques Band est un groupe italien de post-disco, actif entre 1978 et 1986.

## Histoire
Le groupe est formé par le producteur français Jacques Fred Petrus et par l'auteur-compositeur italien Mauro Malavasi à Bologne sur leur label Goody Music Records (en). Il comprend Betty Lami, Carin Mc Donald, Carmen Björnald, Dianne Washington, Ilto Sampaio, Jacob Wheeler, Sandi Bass, et Von Gretchen Shepard. Ils sortent trois albums, Fire Night Dance en 1978, Welcome Back en 1979 et Dancing in the Street en 1985, qui connaissent un succès modéré. Ils ouvrent également le marché américain pour la musique disco originaire d'Italie. Le morceau au rythme très accéléré, Walking on Music (1978), issu du premier album, les fait connaître dans les clubs.
En raison de problèmes financiers et de manque de temps, Petrus ne pouvait plus produire de musique avec Peter Jacques Band et ses autres projets, comme Change et B. B. & Q. Band. Après son assassinat en Guadeloupe en juin 1987, Peter Jacques band disparait.
Le groupe est considéré comme l'un des pionniers de la musique italienne disco produite aux États-Unis et en Europe.
En 2007, Turbofunk (Patrick Alavi) publie Gotta Move, qui était déjà un remix de Dancing in the Street.

## Discographie

### Albums studio
- 1978 : Fire Night Dance
- 1980 : Welcome Back
- 1985 : Dancing in the Street

### Singles
| 1978                                              | Walkin' on Music                 | —  |
| 1979                                              | Fire Night Dance                 | 6  |
| 1980                                              | The Louder                       | —  |
| 1980                                              | One Two Three (Counting on Love) | —  |
| 1980                                              | Is It It                         | —  |
| 1980                                              | Exotically                       | —  |
| 1980                                              | Welcome Back                     | 57 |
| 1985                                              | Going Dancin' Down the Street    | —  |
| 1985                                              | Drives Me Crazy                  | —  |
| 1985                                              | This Night                       | —  |
| « — » signifie qu'aucun classement n'est atteint. |                                  |    |

### Compilations
- 2007 : The Very Best of Peter Jacques Band